# 弯枝黄檀

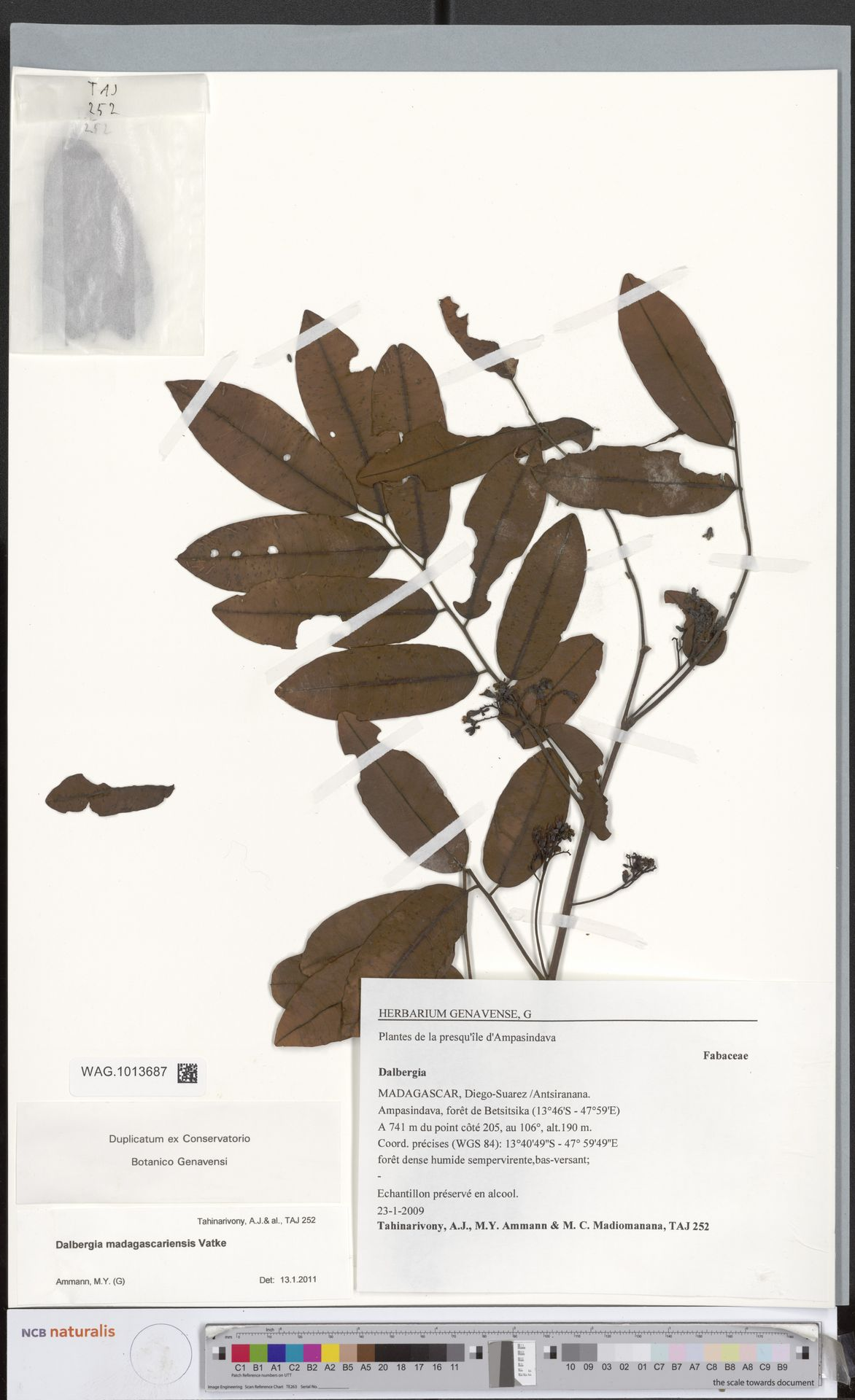

弯枝黄檀（学名：Dalbergia candenatensis），为豆科黄檀属下的一个植物种。